# Omphalotropis hieroglyphica
Omphalotropis hieroglyphica es una especie de molusco gasterópodo de la familia Assimineidae en el orden de los Mesogastropoda.

## Distribución geográfica
Es  endémica de Mauricio.  